# The Watcher in the Woods
The Watcher in the Woods (conocida en España como Los ojos del bosque, en México como Ojos en el bosque y en el resto de países hispanoamericanos como El observador del bosque) es una película americano-británica de intriga y terror dirigida por John Hough, producida por Walt Disney Productions y estrenada por primera vez en 1980. Basada en la novela de Florence Engel Randall A Watcher in the Woods, de 1976, la película está protagonizada por Bette Davis, Lynn-Holly Johnson, Kyle Richards, Carroll Baker, David McCallum y Diane Lane.
Es una de las películas que más se alejan del estilo habitual de la productora, Disney, y una de las más desconocidas de la compañía. Esto ha hecho que se convirtiera en una película de culto.

## Sinopsis
Una familia estadounidense se muda a Inglaterra, a una casa situada en medio de un bosque. Al poco de llegar los hijos empiezan a tener extrañas visiones relacionadas con muertos que podían estar producidas por el espectro atormentado de la hija de la propietaria, Karen, que desapareció en circunstancias misteriosas.

## Producción
La película tuvo muchos problemas tanto en su estreno, como en su producción y rodaje; la negación de Disney del montaje original, ya que contenía escenas demasiado tenebrosas y macabras, obligó a un director de la productora a eliminar y realizar nuevas escenas. La película costó casi 400.000 dólares, cifra que la película nunca pudo recaudar, haciendo que llevara el calificativo de maldita. También tuvo el problema que debía de hacerse a contrarreloj ya que los productores quisieron que estuviera finalizada para el 50° aniversario de la carrera cinematográfica de Bette Davis, protagonista de la película. El problema más grave fue la creación de tres finales distintos y la censura de la introducción de la película y sus créditos originales por contener una escena demasiado violenta.

### Finales alternativos
Se quiso adaptar la película a todos los públicos y por eso se le hicieron tres finales diferentes.
«El más allá» es el término con el que se conoce el verdadero final de la película, el creado por John Hough y más tarde cancelado. En ese final la protagonista entra en un trance para invocar al Observador. El Observador la secuestra entonces y se la lleva hasta el más allá, un sitio totalmente desolador. Este final nunca fue terminado porque en un principio no gustaba y podía llegar a alargar mucho la duración de la película. Así concluye el «verdadero» final de la película, pero Disney quería uno feliz, menos extraño y menos tétrico, y fue anulado.

## Colaboraciones destacadas
Aunque la película estuviera protagonizado por Lynn-Holly Johnson, chica Bond en For your eyes only, Bette Davis como una inquietante mujer envejecida, Carroll Baker, que fue musa de Elia Kazan en Baby Doll o la intervención de Kile Richards, se añade la pequeña participación de Diane Lane en una pequeña escena que fue eliminada del montaje final. La misma Lane se presentó para el papel de Lynn-Holly Johnson, pero los productores preferían a Johnson, aunque siempre Bette Davis insistió en que debería haber sido Lane la protagonista. También podemos encontrar una gran colaboración en la película de Henry Selick, el director de Pesadilla antes de Navidad, que ayudó en el storyboard y además creó al monstruo Observador.

## Nominaciones
The Watcher in the Woods no ha obtenido nunca ningún premio. Sin embargo sí que ha sido nominada tres veces:
- Fue nominada en 1982 al Premio Saturn a la mejor película de fantasía
- Por su participación en esta película Kyle Richards fue nominada en 1982 al Premio Saturn en la categoría de Mejor Actriz Secundaria
- Por su participación en esta película Kyle Richards fue nominada en 1982 al Premio Artista Joven en la categoría de Mejor Actor Juvenil

## DVD
La carrera comercial del DVD fue más que favorable al editarse la cinta en Edición Especial: consiguió recaudar hasta cinco millones de dólares y causó que la cinta se agotase permanentemente gracias a sus favorables ventas en el mercado.
- Datos: Q1845888